# Пир Ахмад Багишамали
Пир Ахмад Багишамали (перс. پیر احمد از باغ‎) — живший в XV веке при Тимуридах художник и живописец. Был одним из главных художников во дворце Тамерлана. Является автором миниатюр и картин на стенах дворца сада Баг-и Шамал и других дворцов. Был современником ещё одного художника при Тимуридах — Абдулхая Багдади. После смерти Багдади, продолжил его стиль живописи.
Работы Пир Ахмада Багишамали не сохранились до наших дней. По мнению некоторых учёных, двухстраничный диптих книги Джами — «Золотая цепь» хранящийся в Российской национальной библиотеке Санкт-Петербурга был иллюстрирован именно Пир Ахмадом Багишамали.

## Источник
- Национальная энциклопедия Узбекистана. — Ташкент: Издательство НЭУ, 2000. — Т. 1.